# Deșertul Atacama
Atacama este un deșert de coastă, din America de Sud, format datorită curenților marini reci ce saturează aerul, eliminând astfel precipitațiile. Deșertul Atacama este cel mai arid deșert, din lume, precipitațiile fiind de 1,8 l/m.p. la 10 ani. El se află situat pe coasta de nord vest sudamericană în nordul statului Chile limitat la vest de coasta Pacificului, la nord de Peru și la est de Bolivia și Argentina.

## Clima
Deșertul Atacama se poate spune ca este izolat de ploi de către paravanul înalt al Cordilierilor fiind expus vânturilor uscate. In apropiere de coasta Pacificului este împiedicată formarea norilor de curentul rece Humboldt, astfel că regiunea este izolată din toate părțile, și în plus, ea fiind traversată de tropicul capricornului. Apa rece a Pacificului determină aici frecvent formarea ceții și o temperatura mai scăzută în apropiere de coastă. Prin fenomenul climatic denumit „El Niño” au loc averse intense de ploaie la intervale de 6 - 10 ani, care duce pentru un timp scurt la o înflorire a deșertului. Vârsta deșertului este apreciată la 15 milioane de ani, cantitatea anuală de precipitații fiind față de Death-Valley (Valea Morții) SUA mai redusă într-un raport de 1 / 50. Diferențele de temperatură din regiune sunt mari oscilând între zi +30o și noapte -15 °C.

## Importanța regiunii
Datorită umidității foarte reduse a aerului din deșert, se poate vedea clar la distanțe mari, de acea au fost postate pe munții din regiune mai multe observatoare astronomice:
- Observatorul La Silla, observator astronomic european, situat la 50 de km la sud de Vallenar (Chile)
- Las-Campanas-Observatorium, observator nordamerican
- Paranal-Observatorium, observator european situat pe muntele Cerro Paranal la 120 km sud de portul Antofagasta (Chile)
- Atacama Large Millimeter Array, radiotelescop comun americano-european
- Atacama Pathfinder Experiment, radiotelescop european

SUA folosește regiunea deșertului pentru experimentările spațiale în vederea explorării planetei Marte

- Atrapanieblas, stație pilot de experimentare a procedeelor de obținere a apei potabile prin condensarea ceții (finanțată de europeni)
- Mineralul Atacamit a fost descoperit aici și poartă denumirea deșertului.